# Mittabstandstreue Azimutalprojektion

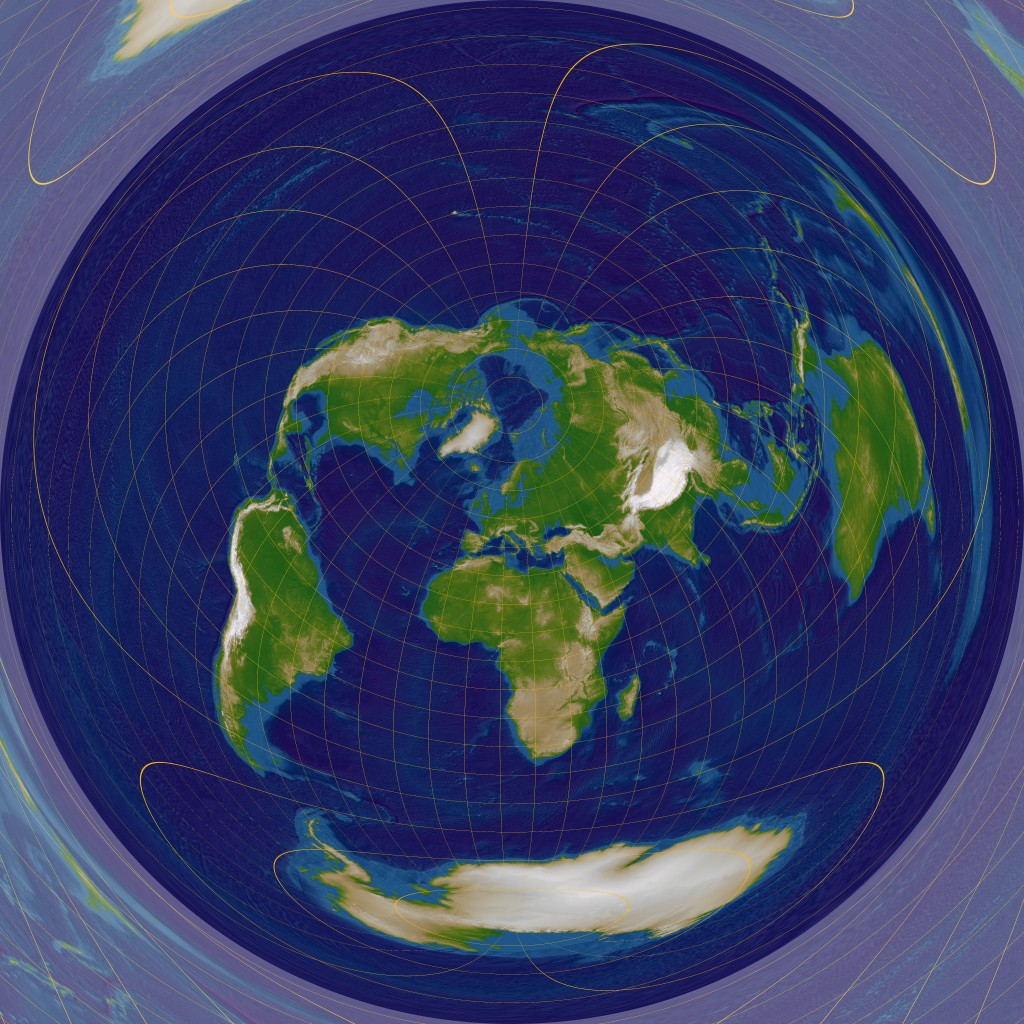
Berührungspunkt: Berlin (52°31'00" N, 13°23'40" O)

Die mittabstandstreue Azimutalprojektion ist ein Kartennetzentwurf, bei dem die Entfernung und Richtung jedes Punktes zum Kartenmittelpunkt exakt wiedergegeben wird. Es handelt sich um keine Projektion im optischen Sinne, das heißt, es gibt kein Projektionszentrum.
Sie wird beispielsweise von Funkdiensten genutzt. Die Antenne steht im Berührungspunkt, und man kann so leicht die Himmelsrichtung und die Entfernung zu seinem Funkpartner ermitteln. 
Der Kartennetzentwurf kann die gesamte Erdoberfläche abbilden, der dem Berührungspunkt gegenüberliegende Punkt bildet einen Kreis, an dem normalerweise die Projektionsfläche abgeschnitten wird. Wenn man die Abbildung über diesen 180°-Rand hinaus fortführt, werden bereits dargestellte Regionen erneut, allerdings stark verzerrt, wiedergegeben.

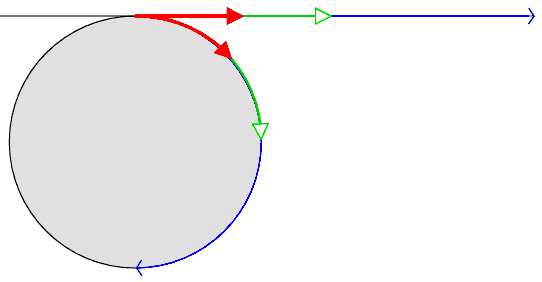
Prinzipskizze der Projektion

Bei polarer Lage werden die Meridiane zu Geraden, die Breitenkreise zu Kreisen abgebildet. In transversaler oder allgemeiner Lage bilden die Längen- und Breitenkreise komplexe Kurven. Diese Abbildungen sind nicht mehr mit Zirkel und Lineal konstruierbar.

Flagge der Vereinten Nationen

Die Flagge der Vereinten Nationen erinnert in ihren Nord-Süd-Abmessungen (Entlang der Meridiane) an eine mittelabstandstreue Azimutalprojektion, aber ihre West-Ost-Abmessungen (entlang der Breitenkreise) sind künstlerisch korrigiert.

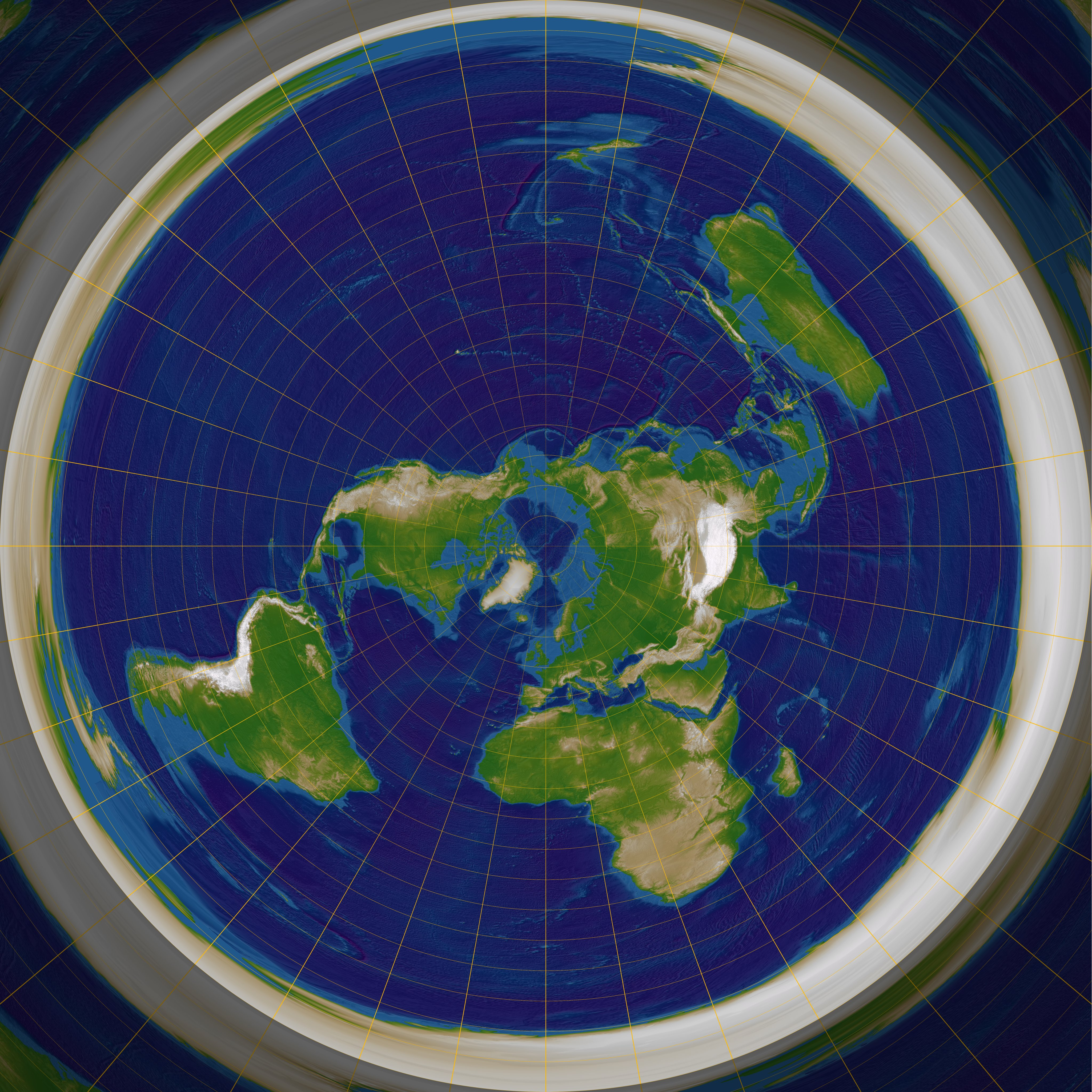
Berührungspunkt: Nordpol
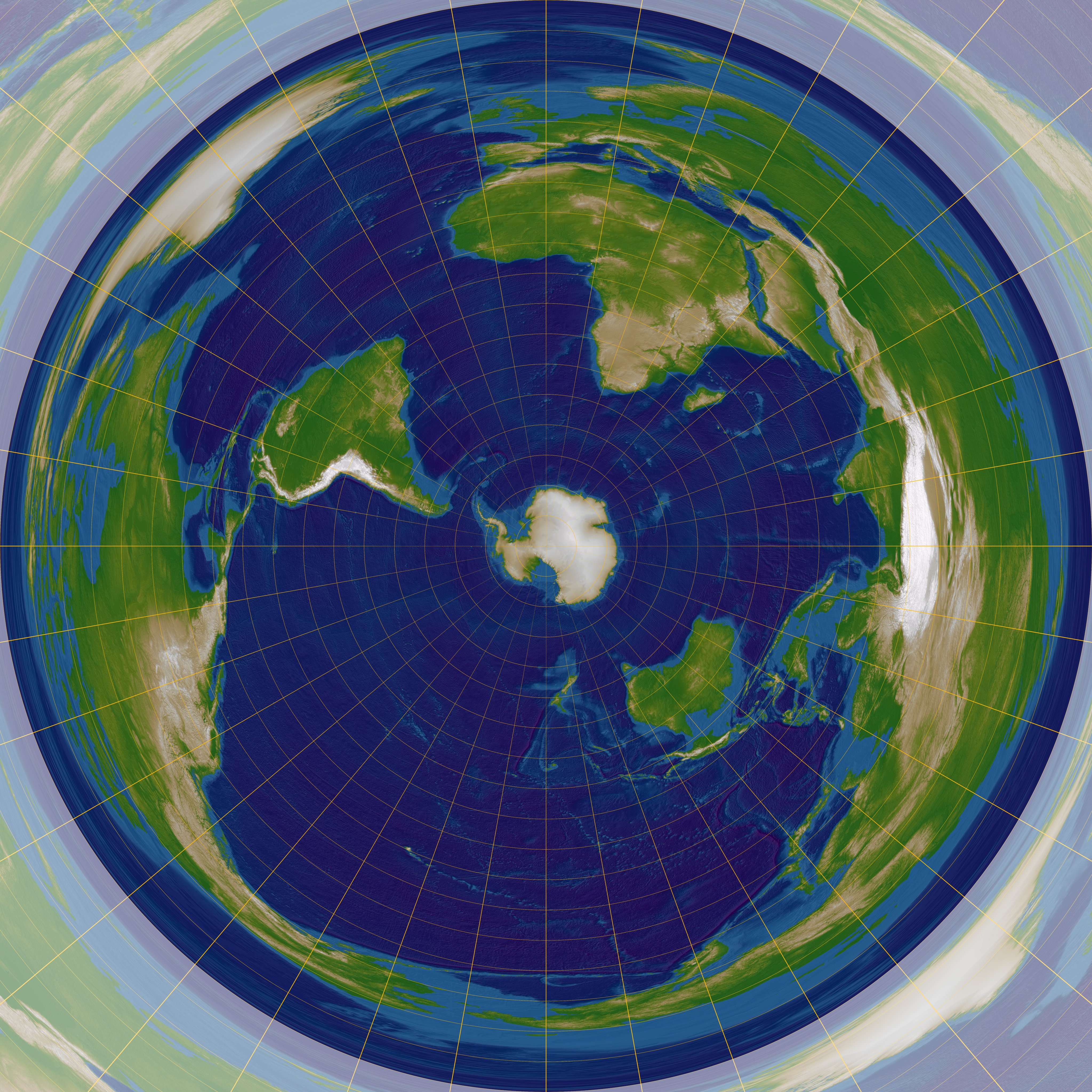
Berührungspunkt: Südpol
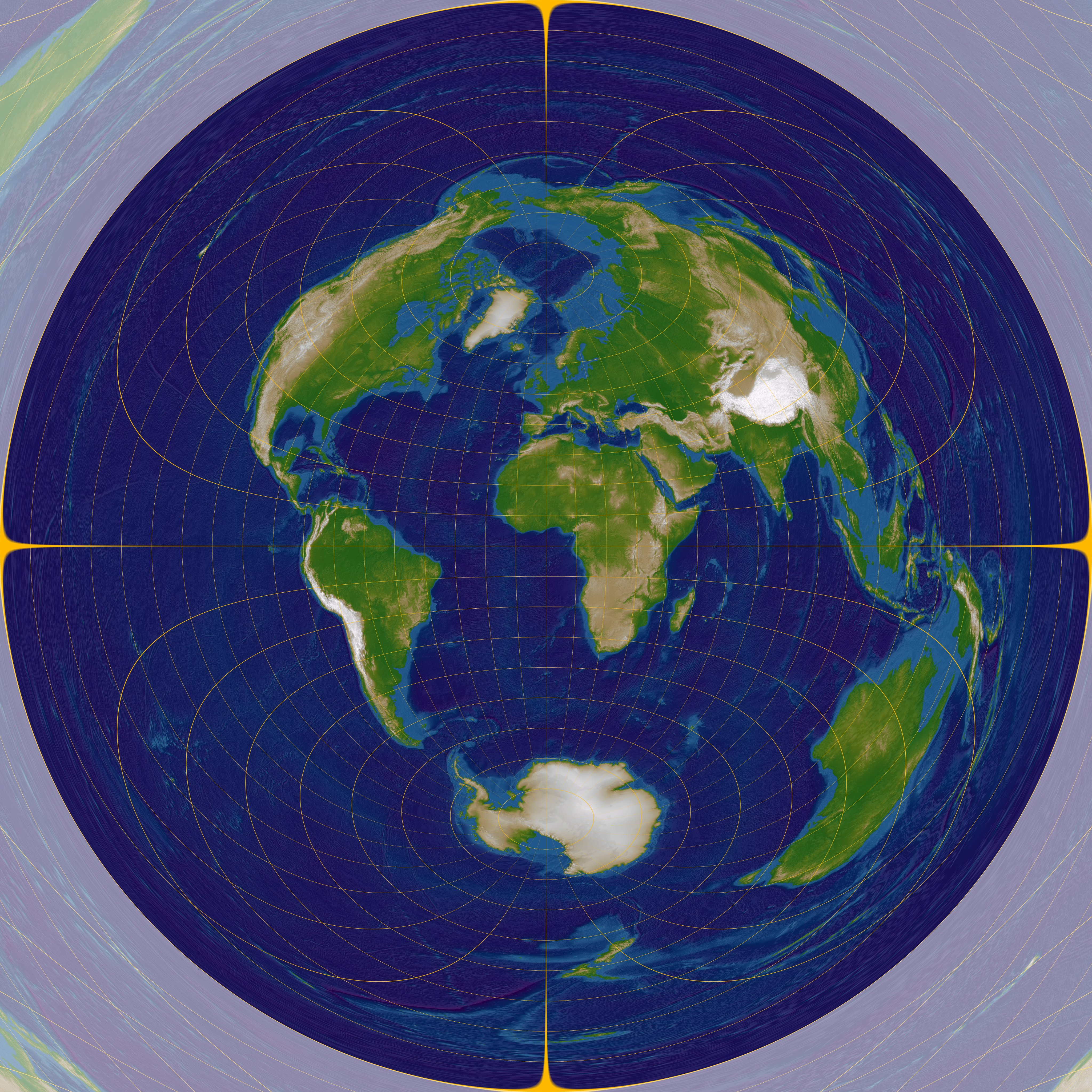
Berührungspunkt: Äquator auf Nullmeridian
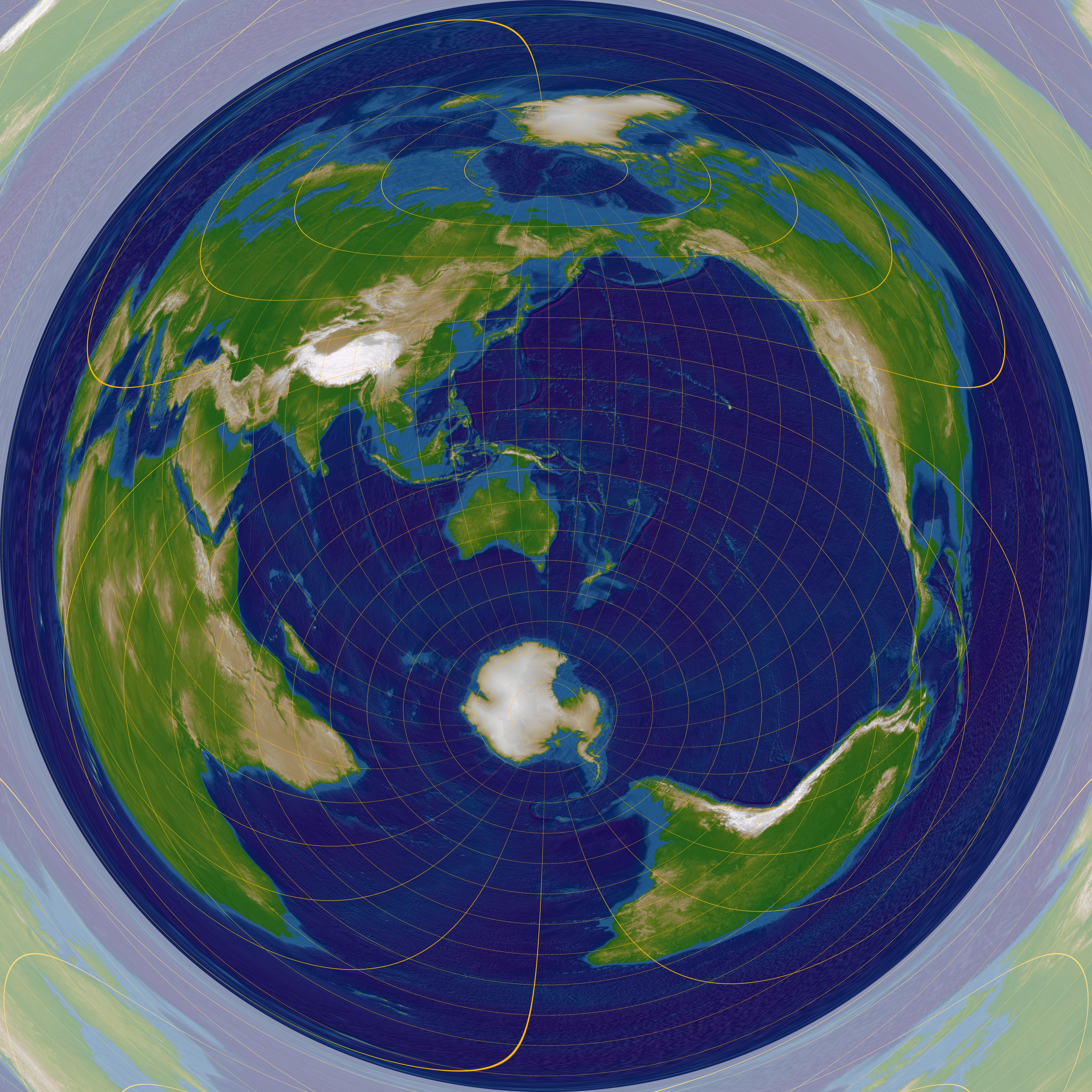
Berührungspunkt: Canberra